# Beta Muscae
Beta Muscae ( β Muscae, förkortat Beta Mus,  β Mus)  som är stjärnans Bayerbeteckning, är en dubbelstjärna belägen i den mellersta delen av stjärnbilden Flugan. Den har en kombinerad skenbar magnitud på 3,05, är synlig för blotta ögat och är den näst ljusaste stjärnan i stjärnbilden. Baserat på parallaxmätning inom Hipparcosuppdraget på ca 9,6 mas, beräknas den befinna sig på ett avstånd på ca 340 ljusår (ca 105 parsek) från solen.

## Egenskaper
Beta Muscae A är en blå till vit stjärna i huvudserien av spektralklass B2 V. Den har en massa som är ca 7,4 gånger större än solens massa, en radie som är ca 53 gånger större än solens och utsänder från dess fotosfär ca 1 890 gånger mera energi än solen vid en effektiv temperatur på ca 14 790 K.
Beta Muscae är ett dubbelstjärna med en omloppsperiod på ca 194 år och en orbital excentricitet på 0,6. År 2007 var de två stjärnorna separerade med  1 206 bågsekunder vid en positionsvinkel på 35°. Följeslagaren, Beta Muscae B, har en skenbar magnitud på 4,01, spektralklass B3V, och har en massa som är ca 6,40 gånger större än solens massa.
Beta Muscae är en bekräftad medlem av Scorpius-Centaurus-gruppen, som är en grupp av stjärnor med liknande ålder, placering och banor genom rymden, vilket betyder att de bildats tillsammans i samma molekylära moln. Beta Muscae anses vara ett runaway-stjärna eftersom det har en hög egenhastighet på 43,9 km/s i förhållande till den allmänna galaktiska rotationen. Runaway-stjärnor kan bildas på flera sätt, till exempel genom ett möte med en annan dubbelstjärna. Dubbelstjärnor utgör en relativt liten del av den totala mängden av denna typ av stjärnor.